# Tofalău, Mureș
Tofalău este un sat în comuna Sângeorgiu de Mureș din județul Mureș, Transilvania, România.